# Yuxarı Zeyxur
Yuxarı Zeyxur è un comune dell'Azerbaigian situato nel distretto di Qusar. Conta una popolazione di 861 abitanti.